# U-39 (tàu ngầm Đức) (1938)
U-39 là một tàu ngầm tuần dương  Lớp Type IX thuộc phân lớp Type IXA được Hải quân Đức Quốc Xã chế tạo trước Chiến tranh Thế giới thứ hai. Nhập biên chế năm 1938, nó chỉ kịp thực hiện được một chuyến tuần tra duy nhất và không đánh chìm được mục tiêu nào, trước khi bị các tàu khu trục của Hải quân Hoàng gia Anh đánh chìm trong Bắc Đại Tây Dương về phía Tây Bắc Scotland vào ngày 14 tháng 9, 1939. U-39 trở thành tàu ngầm U-boat Đức Quốc xã đầu tiên bị mất trong Thế Chiến II.

## Thiết kế và chế tạo

### Thiết kế
Thiết kế của tàu ngầm Type IX là phiên bản cải biến từ tàu ngầm Type IA. Chúng có trọng lượng choán nước 1.032 t (1.016 tấn Anh) khi nổi và 1.153 t (1.135 tấn Anh) khi lặn). Con tàu có chiều dài chung 76,50 m (251 ft 0 in), lớp vỏ trong chịu áp lực dài 58,75 m (192 ft 9 in), mạn tàu rộng 6,51 m (21 ft 4 in), chiều cao 9,40 m (30 ft 10 in) và mớn nước 4,70 m (15 ft 5 in).
Chúng trang bị hai động cơ diesel MAN M 9 V 40/46 siêu tăng áp 9-xy lanh 4 thì, tổng công suất 4.400 PS (3.200 kW; 4.300 bhp), dẫn động hai trục chân vịt đường kính 1,92 m (6,3 ft), cho phép đạt tốc độ tối đa 18,2 kn (33,7 km/h), và tầm hoạt động tối đa 10.500 nmi (19.400 km) khi đi tốc độ đường trường 10 kn (19 km/h). Khi đi ngầm dưới nước, chúng sử dụng hai động cơ/máy phát điện Siemens-Schuckert 2 GU 345/34 tổng công suất 1.000 PS (740 kW; 990 shp). Tốc độ tối đa khi lặn là 7,7 kn (14,3 km/h), và tầm hoạt động 65–78 nmi (120–144 km) ở tốc độ 4 kn (7,4 km/h). Con tàu có khả năng lặn sâu đến 230 m (750 ft).
Vũ khí trang bị có sáu ống phóng ngư lôi 53,3 cm (21 in), bao gồm bốn ống trước mũi và hai ống phía đuôi, và mang theo tổng cộng 22 quả ngư lôi 53,3 cm (21 in). Tàu ngầm Type IX trang bị một hải pháo 10,5 cm (4,1 in) SK C/32 với 110 quả đạn, một pháo phòng không 3,7 cm (1,5 in) SK C/30 và hai pháo phòng không 2 cm (0,79 in) C/30. Thủy thủ đoàn bao gồm 4 sĩ quan và 44 thủy thủ.

### Chế tạo
U-39 được đặt hàng vào ngày 29 tháng 7, 1936, rõ ràng là một vi phạm những điều khoản của Hiệp ước Versailles, và được đặt lườn tại xưởng tàu AG Weser của hãng DeSchiMAG ở Bremen vào ngày 2 tháng 6, 1937. Nó được hạ thủy vào ngày 22 tháng 9, 1938, và nhập biên chế cùng Hải quân Đức Quốc Xã vào ngày 10 tháng 12, 1938 dưới quyền chỉ huy của Hạm trưởng, Đại úy Hải quân Gerhard Glattes.

## Lịch sử hoạt động
U-39 chỉ thực hiện được một chuyến tuần tra duy nhất trong chiến tranh trong thành phần Chi hạm đội U-boat 6. Nó cùng các tàu ngầm U-31, U-32, U-35 và U-53, tất cả đều trong thành phần Chi hạm đội U-boat 6, khởi hành từ cảng Wilhelmshaven vào ngày 19 tháng 8, 1939 nhằm chuẩn bị cho Chiến tranh Thế giới thứ hai sắp nổ ra. Chiếc tàu ngầm tiến ra Bắc Hải, rồi băng qua khe GIUK giữa các quần đảo Shetland và Faroe để hoạt động trong vùng biển Bắc Đại Tây Dương về phía Tây Bắc quần đảo Anh. Trong Bắc Hải vào ngày 10 tháng 9, chiếc tàu ngầm bị một máy bay tuần tra Anh không rõ nhận dạng thả mìn sâu tấn công, nên buộc phải lặn cho đến độ sâu 100 m (330 ft) để né tránh.
Vào ngày 14 tháng 9, ở vị trí ngoài khơi Rockall về phía Tây Bắc Scotland, U-39 phóng hai quả ngư lôi tấn công tàu sân bay Hải quân Hoàng gia Anh HMS Ark Royal. Trinh sát viên trên Ark Royal đã phát hiện các quả ngư lôi, nên chiếc tàu sân bay kịp thời đổi hướng đi song song với các quả ngư lôi, khiến cả hai đều bị trượt và kích nổ sớm.  Ba tàu khu trục Anh HMS Faulknor, HMS Firedrake và HMS Foxhound thuộc thành phần hộ tống cho Ark Royal đã phát hiện ra U-39 và thả mìn sâu tấn công.  Bị hư hại nặng, U-39 buộc phải trồi lên mặt nước, nơi thủy thủ đoàn chiếc tàu ngầm bỏ tàu và được các tàu khu trục Anh cứu vớt. U-39 đắm tại tọa độ 58°32′B 11°49′T / 58,533°B 11,817°T,  trở thành tàu ngầm U-boat Đức Quốc xã đầu tiên bị mất trong Thế Chiến II.
Toàn bộ 44 thành viên thủy thủ đoàn của U-39 đều sống sót và bị bắt làm tù binh chiến tranh, thoạt tiên được đưa lên bờ tại Scapa Flow, Scotland trước khi được chuyển về London. Sau đó họ được đưa sang một trại tù binh tại Canada và lao động tại đây cho đến hết chiến tranh.